# Gnopharmia luxuriosa
Gnopharmia luxuriosa är en fjärilsart som beskrevs av Edward P. Wiltshire 1967. Gnopharmia luxuriosa ingår i släktet Gnopharmia och familjen mätare. Inga underarter finns listade i Catalogue of Life.